# Trophée King-Clancy
Le trophée King-Clancy (King Clancy Memorial Trophy) est remis par la Ligue nationale de hockey au joueur de hockey sur glace ayant démontré le meilleur exemple de leadership et ayant le plus contribué à la société.

## Gagnants du trophée King-Clancy
Liste des récipiendaires :
- 1988 : Lanny McDonald, Flames de Calgary
- 1989 : Bryan Trottier, Islanders de New York
- 1990 : Kevin Lowe, Oilers d'Edmonton
- 1991 : David Taylor, Kings de Los Angeles
- 1992 : Raymond Bourque, Bruins de Boston
- 1993 : David Poulin, Bruins de Boston
- 1994 : Adam Graves, Rangers de New York
- 1995 : Joseph Nieuwendyk, Flames de Calgary
- 1996 : Kristopher King, Jets de Winnipeg
- 1997 : Trevor Linden, Canucks de Vancouver
- 1998 : Kelly Chase, Blues de Saint-Louis
- 1999 : Robert Ray, Sabres de Buffalo
- 2000 : Curtis Joseph, Maple Leafs de Toronto
- 2001 : Shjon Podein, Avalanche du Colorado
- 2002 : Ronald Francis, Hurricanes de la Caroline
- 2003 : Brendan Shanahan, Red Wings de Détroit
- 2004 : Jarome Iginla, Flames de Calgary
- 2005 : Saison annulée
- 2006 : Olaf Kölzig, Capitals de Washington
- 2007 : Saku Koivu, Canadiens de Montréal
- 2008 : Vincent Lecavalier, Lightning de Tampa Bay
- 2009 : Ethan Moreau, Oilers d'Edmonton
- 2010 : Shane Doan, Coyotes de Phoenix
- 2011 : Douglas Weight, Islanders de New York
- 2012 : Daniel Alfredsson, Sénateurs d'Ottawa
- 2013 : Patrice Bergeron, Bruins de Boston
- 2014 : Andrew Ference, Oilers d'Edmonton
- 2015 : Henrik Zetterberg, Red Wings de Détroit
- 2016 : Henrik Sedin, Canucks de Vancouver
- 2017 : Nicholas Foligno, Blue Jackets de Columbus
- 2018 : Daniel et Henrik Sedin, Canucks de Vancouver
- 2019 : Jason Zucker, Wild du Minnesota
- 2020 : Mathew Dumba, Wild du Minnesota
- 2021 : Pekka Rinne, Predators de Nashville
- 2022 : Pernell Karl Subban, Devils du New Jersey
- 2023 : Mikael Backlund, Flames de Calgary
- 2024 : Anders Lee, Islanders de New York